# Співаковський Олександр Володимирович
Олександр Володимирович Співаковський (нар. 28 березня 1957, Херсон) — Ректор Херсонського державного університету, народний депутат України (VIII скл.), перший заступник Голови Комітету з питань науки і освіти Верховної Ради України — голова підкомітету з питань вищої освіти, український науковець у галузі інформаційних технологій навчання, кандидат фізико-математичних наук (1985), доктор педагогічних наук (2004), Заслужений працівник освіти України, професор кафедри інформатики, програмної інженерії та економічної кібернетики Херсонського державного університету, почесний професор академії імені Яна Длугоша.

## Життєпис
Співаковський Олександр Володимирович народився 28 березня 1957 року у Херсоні. У 1974—1978 роках навчався на фізико-математичному факультеті Херсонського державного педагогічного інституту імені Н. Крупської і отримав спеціальність вчителя математики. У вересні-грудні 1978 року за розподілом працював вихователем в Херсонській середній школі-інтернат № 2. У грудні 1978 року був прийнятий на кафедру математичного аналізу ХДПІ.
У 1982—1985 навчався в аспірантурі Інституту математики АН УРСР.
У 1986 році в Київському університеті ім. Т. Шевченка захистив дисертацію та здобув науковий ступінь кандидата фізико-математичних наук.
Після закінчення аспірантури був прийнятим на посаду викладача кафедри математики ХДПІ.
В 1987 році став доцентом кафедри математики ХДПІ.
З листопада 1990 року — керівник Південно-українського навчально-методичного регіонального центру «Пілотні школи».
У 1996 році був призначений на посаду проректора Херсонського державного педагогічного інституту і завідувача кафедри інформаційних технологій. З грудня 2002 року — професор кафедри прикладної математики інформаційних технологій ХДПІ.
З липня 2003 року — проректор Херсонського державного університету по інформаційним технологіям, міжнародним зв'язкам та соціально-економічним питанням.
У вересні-жовтні 2004 року — тимчасовий виконувач обов'язків заступника голови Херсонської державної адміністрації.
З жовтня 2004 року — проректор по науково-педагогічній роботі, інформаційним технологіям і міжнародним зв'язкам ХДУ.
У 2004 році захистив докторську дисертацію на тему: «Теоретико-методичні основи навчання вищої математики майбутніх вчителів математики з використанням інформаційних технологій» в Національному педагогічного університеті ім. М. Драгоманова.
У 2011 році був призначений на посаду першого проректора Херсонського державного університету.
З 2014 по 2019 — народний депутат України VIII скликання, вибраний по 182 мажоритарному округу у Херсонській області. Член партії «Блок Петра Порошенка», перший заступник Голови Комітету Верховної Ради України з питань науки і освіти.
У 2018 вибраний ректором Херсонського державного університету.

## Громадська та спортивна діяльність
Головний редактор збірника наукових праць «Інформаційні технології в освіті», член радекційної колегії «Видавництва Девід», засновник фонду «Освіта. Наука. Інновації» (OSEF).
Кандидат в майстри спорту СРСР із шахів. Чемпіон міста та області із шахів. В 2002—2004 роках був президентом Херсонської обласної шахової федерації.
Брав участь у двох фінальних частинах чемпіонатів України із шахів у 1977 та 1980 років. У 1977 році, набравши 5 очок з 9 можливих (+3-2=4) посів 14 місце серед 38 учасників.

## Трудова діяльність
У 2014 році був обраний народним депутатом України VIII скликання по Виборчому округу № 182 (Херсонська область).
Перший заступник Голови Комітету, Голова підкомітету з питань вищої освіти Комітету Верховної Ради України з питань науки і освіти. Член української частини Парламентської асамблеї України і Польщі, керівник групи з міжпарламентських зв'язків зі Швецією. Член групи з міжпарламентських зв'язків з Німеччиною, Індією, В'єтнамом, США, Британією, Польщею.
2018 року був обраний на посаду ректора Херсонського державного університету.

## Політична діяльність
Був обраний членом парламенту у листопаді 2014 року по мажоритарному одномандатному округу № 182 (Суворовський район м. Херсон) з результатом 21,6 %. Друге місце посів кандидат від ВО «Батьківщина» Юрій Одарченко, набравши 21,36 % голосів.
З 2014 — народний депутат України VIII скликання, член партії «Блок Петра Порошенка», перший заступник Голови Комітету Верховної Ради України з питань науки і освіти.
1 листопада 2018 року були введені російські санкції проти 322 громадян України, включно з Олександром Співаковським.
Депутат Херсонської обласної ради VIII скликання (з 2020).

## Публікації

### Монографії
- Співаковський О. В. Теорія й практика використання інформаційних технологій у процесі підготовки студентів математичних спеціальностей: Монографія. — Херсон: Айлант. — 2003—229 с.
- Aleksander W. Spivakowski. Agebra liniova z zastosowaniem tehnologii informacyjnych.- Czestochowa: Wydawnictwo Akademii im Jana Dlugosza w Czestochowie.- 2006. — 146 c.
- Співаковський О. В., Федорова Я. Б., Глущенко О. О., Кудас Н. А. Управління інформаційними технологіями вищих навчальних закладів: Навчальний посібник. Видання третє, доповнене. — Херсон: Айлант, 2010. — 302 с.
- Моє ситуаційне дослідження «УПРАВЛІННЯ ІТ-АКТИВАМИ В КОНТЕКСТІ СИНХРОНИЗАЦІЇ УПРАВЛІННЯ ІНШИМИ КЛЮЧОВИМИ АКТИВАМИ УНІВЕРСИТЕТУ», або як виконувати проектні дослідження.: Монографія. — Херсон: Айлант, 2012. — 120 с.
- Гриб'юк, О. О. і Дем'яненко, В. М. і Жалдак, М. І. і Запорожченко, Ю. Г. і Коваль, Т. І. і Кравцов, Г. М. і Лаврентьєва, Г. П.і Лапінський, В. В. і Литвинова, С. Г. і Пірко, М. В. і Попель, М. В. і Скрипка, К. І. і Співаковський, О. В. і Сухіх, А. С. іТатауров, Віктор Петрович і Шишкіна, М. П. (2014) Система психолого-педагогічних вимог до засобів інформаційно-комунікаційних технологій навчального призначення Монографія. «Атіка», м. Київ, Україна.

### Наукові статті
- Спиваковский А. В. Строение конечных групп, имеющих С-сепарирующие подгруппы: Препринт Института математики / АН УССР.- Киев, 1984. — 63 с.
- Спиваковский А. В. О строении сепараторно факторизуемих конечных групп // Укр. мат. ж. — 1985. — T. 37.— № 4. — С. 519.
- Спиваковский А. В., Крекнин В. А. Об одном классе групп, имеющем С-сепарирующие подгруппы // Укр. мат. ж. — 1986. — Т. 38. — № 6. — С. 729—734.
- Спиваковский А. В. Конечные 2-группы, близкие к гамильтоновым группам // Строение и свойства их подгрупп: Сб. науч. тр. — Киев: Ин-т математики АН УССР, 1986. — С. 94 — 100.
- Співаковський О. В. Педагогические программные средства: объектно-ориентированный подход // Информатика и образование. — 1990. — № 2.- С. 71 — 73.
- Спиваковский А. В., Крекнин В. А., Мельник И. И. Конечные 2-группы со сверхдополняемой циклической подгруппой // Укр. мат. ж. — 1991. — т. 43. — № 7,8. — С. 956—963.
- Співаковський О. В., Львов М. С. Нові інформаційні технології і початкова освіта // Початкова школа. — 1997. — № 4. — С. 48 — 49.
- Співаковський О. В. Інформаційний простір і сучасні технології навчання (огляд) // Педагогічні науки: Зб. наук. статей. — випуск III. — Херсон, 1998. — С. 167—174.
- Співаковський О. В. Освітній ресурс — фундамент безпеки держави // Педагогічні науки: Зб. наук. статей. — випуск III. — Херсон, 1998. — С. 7 — 9.
- Співаковський О. В. Історико-логічний підхід до вивчення нових інформаційних технологій в освіті // Педагогічні науки: Зб. наук. статей. — Випуск III.- Херсон, 1998. — С. 17.
- Співаковський О. В., Крекнін В. А. Застосування інформаційних технологій при викладанні курсу лінійної алгебри //Математичні моделі і сучасні інформаційні технології: Зб. наук. статей // НАН України. — Київ, 1998. — С. 201.
- Співаковський О. В., Черниш К. В. Методична система організації і проведення практичних занять з курсу «Лінійна алгебра» у рамках НІТ // Математичні моделі і сучасні інформаційні технології: Зб. наук. статей НАН України. — Київ, 1998. — С. 203—205.
- Співаковський О. В., Львов М. С. Методы проектирования систем компьютерной поддержки математического образования // Математические модели и современные информационные технологии: Сб. науч. ст./НАН Украины. — Киев, 1998. — С. 101—111.
- Співаковський О. В. Підготовка вчителя математики до використання комп'ютера в навчальному процесі // Комп'ютер у школі та сім'ї. — 1999. — № 2. — С. 9 — 12.
- Співаковський О. В. Зведення матриці лінійного оператора до жорданової форми // Нелінійні крайові задачі математичної фізики та їх додатки. Зб. наук. пр. / НАН України. Інститут математики. — Київ, 1999. — С. 224—228.
- Спиваковский А. В., Беляев Ю. И. Организационные мероприятия по созданию в университете информацинной инфраструктуры // Информационная инфраструктура высших учебных заведений: Сб.науч. тр. Том 1. / Санкт-Петербургский государственный университет технологий и дизайна. — Санкт-Петербург, 1999. — С. 3-15.
- Спиваковский А. В. Информационные технологии в управлении // Информационная инфраструктура высших учебных заведений: Сб.науч. тр. Том 1. / Санкт-Петербургский государственный университет технологий и дизайна. — Санкт-Петербург, 1999. — С. 21 — 28.
- Спиваковский А. В., Булат А. В. Информационная инфраструктура и информационно-аналитическая система Херсонского государственного педагогического университета // Информационная инфраструктура высших учебных заведений: Сб.науч. тр. Том 1. / Санкт-Петербургский государственный университет технологий и дизайна. — Санкт-Петербург, 1999. — С. 30 — 32.
- Спиваковский А. В., Полищук Е. Интернет как ключевой фактор интеграции системы образования Украины в мировую образовательную среду // Педагогічні науки: Зб. наук. статей. — Випуск ХІ. — Херсон, 2000. — С. 69 — 79.
- Спиваковский А. В., Крекнин В. А. Разложение многочленов над конечным полем на неприводимые сомножители // Математическое моделирование в образовании, науке и промышленности: Сб. навч. трудов.- С.-Пб.: Санкт-Петербургское отделение МАН ВШ, 2000.
- Співаковський О. В., Бєляєв Ю. І. Підсумки створення інформаційно-аналітичної системи в Херсонському державному педагогічному університеті // Інформаційна інфраструктура вищих навчальних закладів: Зб. статей. міжн. наук. конф.– Херсон, 2000.
- Співаковський О. В. Про вплив інформаційних технологій на технології освіти // Комп'ютерно — орієнтовані системи навчання: Зб. наук. робіт / Редкол. — НПУ ім. М. П. Драгоманова. — Випуск 4.– 2001. — С.3 — 11.
- Співаковський О. В. Стан та перспективи розвитку автоматизованої системи управління у Херсонському педагогічному університеті // Комп'ютер у школі та сім'ї. — 2001. — № 2. — С. 26 — 32.
- Співаковський О. В., Львов М. С. Шляхи удосконалення курсу «Основи алгоритмізації та програмування» у педагогічному вузі. — Комп'ютер у школі та сім'ї. — 2001. — № 4. — С.22 — 24.
- Спиваковский А. В., Гудырева Е. М., Кравцов Г. М. Технологии дистанционного образования как елементы, компенсирующие сокращение аудиторной нагрузки студента // Матер. Міжн. наук. — пр. конф. «Інформатизація освіти України: стан, проблеми, перспективи» — Херсон, 2001. — С. 22 — 24.
- Співаковський О. В. Про вплив інформаційних технологій на технології освіти // Матер. Міжн. наук. -пр. конф. «Інформатизація освіти України: стан, проблеми, перспективи» — Херсон, 2001. — С. 129—131.
- Співаковський О. В. Впровадження концептуальних питань інтеграційних технологій у молодшу ланку освіти // Початкова школа. — 2002. — № 3. — С. 22-23
- Співаковський О. В., Львов М. С., Кравцов Г. М., Крекнін В. А. Педагогічні технології та педагогічно орієнтовані програмні системи: предметно-орієнтований підхід // Комп'ютер у школі й сім'ї. — № 2 (20), 2002. — С. 17 — 21.
- Співаковський О. В., Львов М. С., Кравцов Г. М., Крекнін В. А. Педагогічні технології та педагогічно орієнтовані програмні системи: предметно-орієнтований підхід // Комп'ютер у школі та сім'ї. — № 3 (21), 2002. — С. 23 — 26.
- Співаковський О. В., Львов М. С., Кравцов Г. М., Крекнін В. А., Гуржій Т. А., Зайцева Т. В., Кушнір Н. О., Кот С. М. Педагогічні технології та педагогічно орієнтовані програмні системи: предметно-орієнтований підхід // Комп'ютер у школі та сім'ї. — № 4 (22), 2002. — С. 24 — 28.
- Спиваковский А. В. Информационные модели в управлении // Вестник Херсонского Государственного Технического Университета. Вып. 2 (15). — Херсон: ХГТУ, 2002. — С. 440—447.
- Співаковський О. В., Бєляєв Ю. І. Інформаційна модель керування Херсонським державним педагогічним університетом // Вісник Херсонського Державного Технічного Університету. Вип. 2 (15). — Херсон: ХДТУ, 2002. — С. 440—447.
- Співаковський О. В., Львов М. С., Гуржій Т. А. Основні задачі проектування комп'ютерних систем підтримки практичної навчальної математичної діяльності // Нові технології навчання: Наук. — метод. Зб. Вип. 33.-Київ, 2002. — С. 24 — 28.
- Співаковський О. В., Львов М. С., Гуржій Т. А. Функціональна класифікація об'єктів програмних систем // Проблеми освіти: Наук.-метод. Зб. Вип. 28. — Київ, 2002. — С. 162—189.
- Співаковський О. В., Львов М. С., Гуржій Т. А. Методи представлення даних при проектуванні математичних систем // Проблеми освіти: Наук.-метод. Зб. Вип. 29. — Київ, 2002. — С. 136—162.
- Співаковський О. В. Концепція викладання дисциплін інформатики в школі і педагогічному вузі // Комп'ютер у школі та сім'ї. — 2003. — № 3. — С. 21 — 25.
- Співаковський О. В. Принцип відповідності технологічного інструментарію вчителя й учня в умовах постіндустріального суспільства // Комп'ютер у школі та сім'ї. — 2003. — № 5. — С. 31 — 32.
- Співаковський О. В. Інформаційні технології у реалізації компонентно-орієнтованого навчання // Комп'ютер у школі та сім'ї. — 2003. — № 6. — С. 21 — 23.
- Співаковський О. В., Кушнір Н. О. Розробка ППЗ «Системи лінійних рівнянь» // Компьютерно-орієнтовані системи навчання: Зб. наук. ін. / НПУ ім. М. П. Драгоманова. — Випуск 6. -Київ, 2003. — С.230 — 239.
- Співаковський О. В. Програмно педагогічний засіб «Світ лінійної алгебри» // Вісник Херсонського Державного Технічного Університету. Вип. 3 (19). — Херсон: ХДТУ, 2003. — С. 402—405.
- Співаковський О. В. Типологічні ознаки рівнів навченості студентів у межах компонентно-орієнтованого підходу//Компьютерно-орієнтовані системи навчання: Зб. наук. статей / НПУ ім. М. П. Драгоманова. — Випуск 7. — Київ, 2003. — С.28 — 35.
- Співаковський О. В. З досвіду участі у міжнародних проектах Херсонського державного університету // Гуманітарні науки. Науково-практичний журнал. — 2003. — № 2. — С. 115—117.
- Співаковський О. В. Особливості автоматизованих систем управління вищими навчальними закладами // Вісник Харківського національного університету. № 629. Серія «Математичне моделювання. Інформаційні технології. Автоматизовані системи управління». — Випуск 3. Видавничий центр ХНУ. Айлант. — 2004. — С.86 — 99.
- Співаковський О. В., Круглик В. С. Ієрархія компонент розв'язання задач з курсу Лінійна алгебра // Комп'ютер у школі та сім'ї. — 2004. — № 6.
- Співаковський О. В. Про моделі управління якістю підготовки студентів // Комп'ютер у школі та сім'ї. — 2005. — № 6. — С. 7 — 12.
- Співаковський О. В. Майбутнє шкільної інформатики. Тенденції розвитку освітніх інформаційно-комунікативних технологій. — Комп'ютер у школі та сім'ї. — 2005. — № 5. — С. 24 — 28.
- Співаковський О. В., Круглик В. С. Технології розробки програмних засобів, які підтримують компонентно-орієнтований підхід. // Комп'ютерно-орієнтовані системи навчання: Зб. наук. пр. / НПУ ім. М. П. Драгоманова. — Випуск 9. — Київ, 2005.
- Співаковський О. В., Круглик В. С. Технології розробки програмних засобів, які підтримують компонентно-орієнтований підхід // Науковий часопис НПУ ім. МП. Драгоманова Серія № 2. Комп'ютерно орієнтовані системи навчання: Зб. наук. праць / Редкол. — К.: НПУ ім. МП. Драгоманова. — № 2 (9). — 2005. — с.31 — 42.
- Співаковський О. В. Актуальні питання управління вищим навчальним закладом у рамках використання інформаційних технологій // Менеджмент організацій і управління людськими ресурсами: Зб. статей: Ч.4. — Ялта: РВВ КДГІ, 2005. — 178 с.
- Співаковський О. В. Проблеми управління вищим навчальним закладом у контексті використання інформаційних технологій // Комп'ютер у школі та сім'ї. — 2005. — № 4. — С. 3-10.
- Співаковський О. В., Львов М. С., Круглик В. С. Робоче місце вчителя в сучасній інформаційній системі управління навчальним процесом. — Науковий часопис НПУ ім. МП. Драгоманова Серія № 2. Комп'ютерно орієнтовані системи навчання: Зб. наук. праць / Редкол. — К.: НПУ ім. М. П. Драгоманова. — № 3 (10) — 2005. — 380 с.
- Співаковський О. В. Майбутнє шкільної інформатики. Тенденції розвитку освітніх інформаційно-комунікативних технологій. — Науковий часопис НПУ ім. МП. Драгоманова Серія № 2. Комп'ютерно орієнтовані системи навчання: Зб. наук. праць / Редкол. — К.: НПУ ім. М. П. Драгоманова. — № 3 (10) — 2005. — 380 с.
- Співаковський О. В. Вихідні положення побудови методичної системи навчання лінійної алгебри на основі компонентно-орієнтованого підходу // Дидактика математики: проблеми і дослідження: Міжнародний збірник наукових робіт. — Вип. 25 — Донецьк: Фірма ТЕАН, 2006. — 260 с. (Міжнародна програма «Евристика та дидактика точних наук»).
- Львов М. С., Співаковський О. В., Щедролосьєв Д. Є. Інформаційна система управління вищим навчальним закладом як платформа реалізації управління академічним процесом / Комп'ютер у школі та сім'ї № 2 (58) — К. — 2007.
- Співаковський О. В. Роль вищих навчальних закладів у залученні інвестицій та реалізації інноваційних проектів.
- Львов М. С., Співаковський О. В., Щедролосьєв Д. Є. Інформаційна система управління вищим навчальним закладом як платформа реалізації управління академічним процесом. // Комп'ютер у школі та сім'ї, № 2,3,4, — К. — 2007 р.
- Співаковський О. В. Петухова Л. Є. До питання про трисуб'єктну дидактику // Комп'ютер у школі та сім'ї. — К. — 2007. — С. 7 — 9. + (English version) Spivakovskiy A., Petukhova L. To the question of the three-subject didactics.
- Співаковський О. В. До питання про зовнішнє незалежне оцінювання // Тестування і моніторинг в освіті. — Х. — 2008. — С. 18 — 19.
- Єрмолаєв В. А., Співаковський О. В., Жолткевич Г. Н., Кеберле Н. Г., Булат А. В. UnIT-NET IEDI: інфраструктура обміну електронними даними // Інформаційні технології в освіті. Випуск 1. — Херсон. — 2008. — С. 26 — 42.
- Spivakovskiy A. Peculiarities of IT Management at Institutions of Higher Education // Інформаційні технології в освіті. Випуск 2. — Херсон. — 2008.
- Spivakovskiy A. Topical Questions on Managing a Higher Educational Institution in the Context of Using Informational Technologies // GESTION 2000. — Франция. — 2008.
- Співаковський О. В. Особливості управління ІТ у вищих навчальних закладах. // Комп'ютер у школі та сім'ї, № 4, К. — 2008.
- Співаковський О. В. Питання управління інтеграцією компаній та університетів // Комп'ютер у школі та сім'ї, № 2, К. — 2009.
- Спиваковский А. В., Петухова Л. Є. К вопросу о трисубъектной дидактике. // Проблемы регионального образования от ДОУ до ВУЗа, Соликамск. — 2009 р.
- Spivakovskiy O.V. ON THE INTEGRATION MANAGEMENT OF COMPANIES AND THE INSTITUTIONS OF HIGHER EDUCATION // Інформаційні технології в освіті. № 3. — 2009. — С.075 — 087.
- Кузьмич Ю. В., Співаковський О. В. Використання програмно-педагогічного засобу «WEB- кросворд» при вивченні математичного аналізу. — Матеріали міжнародної науково-методичної конференції «Проблеми математичної освіти (ПМО)» — 2010. — 24 — 26 листопада 2010 р., м. Черкаси, Україна.
- Співаковський O.В. Концепція викладання інформатики в школі та педагогічному ВНЗ. // Комп'ютер у школі та сім'ї, № 2. — К. — 2010.
- Спиваковский А. В., Березовский Д. А., Титенок С. А. АРХИТЕКТУРА И ФУНКЦИОНАЛЬНОСТЬ ПРОГРАММНОГО КОМПЛЕКСА «KSU FEEDBACK». // Інформаційні технології в освіті. № 5. — 2010. — С.040 — 053.
- Петухова Л. Є., Співаковський О. В. Актуальні питання формування інформатичних компетентностей майбутніх учителів початкових класів // Комп'ютер у школі та сім'ї. № 1 (89). — 2011. — С. 7-11.
- Петухова Л. Є., Співаковський О. В. Основні питання сучасної дидактики вищої школи. Комп'ютер у школі та сім'ї. № 3 (91). — 2011. — С. 13 — 15.
- Співаковський О. В., Осипова Н. В., Сніжко М. В. Педагогічний експеримент для перевірки ефективності превірки системи організації алгоритмічного тестування в процесі підготовки майбутніх вчителів математики. // Інформаційні технології в освіті. № 8 — 2010. — С. 23 — 30.
- Співаковський О. В., Осипова Н. В. Онтологія організації обчислювального експерименту в задачах пошку і сортування. // Інформаційні технології в освіті. № 9. — 2011. — С.211 -215.
- Співаковський О. В., Алфьорова Л. М., Алферов Є. А. Концептуалізація структури університету як складного механізму, обслуговуючого освітні інтереси // Матеріали VIII міжнародної науково-практичної конференції «ІКТ в освіті, дослідженнях та індустріальних додатках: ІНТЕГРАЦІЯ, ГАРМОНІЗАЦІЯ та ТРАНСФЕР ЗНАНЬ». — Херсон, 2012.
- Співаковський О. В., Алфьорова Л. М., Алфьоров Є. Досвід впливу інформаційно-комунікаційної інфраструктури ХДУ на рівень підготовки майбутніх провідних фахівців у галузі ІТ. // Комп'ютер у школі та сім'ї, № 5. — 2012. — С. 13-15.
- Петухова Л. Є., Співаковський О. В. Про модель трисуб'єктної Дидактики.//Сучасна початкова освіта: вектори розвитку. — 2012. — С.229 — 239.
- Alexander Spivakovsky, Dmitry Berezovsky, Sergey Tityenok. FUNCTIONALITY OF THE KSU FEEDBACK 3.0. // Інформаційні технології в освіті. № 11. — 2012. — С.009 — 018.
- Співаковський О. В., Алфьорова Л. М., Алфьоров Є. А. ФУНКЦІЇ ТА СТРУКТУРА УНІВЕРСИТЕТУ ЯК СКЛАДНОГО МЕХАНІЗМУ, ЯКИЙ ОБСЛУГОВУЄ ОСВІТНІ ІНТЕРЕСИ // Інформаційні технології в освіті. № 12. — 2012. — С.021 — 025.
- Кравцов Г. М., Спиваковский А. В. О построении системы управления качеством электронных ресурсов обучения // ХНАДУ. Сборник научных трудов. — Х.: «Міськдрук». — 2011. — С. 343—348.
- Співаковський О. В., Кравцов Г. М. Цілі, задачі та забезпечення стратегічного плану впровадження інформаційних технологій в концепції розвитку університету // Інформаційні технології в освіті. Випуск 13. — Херсон. — 2012. — С. 9 — 22.
- Співаковський О. В., Львов М. С., Кравцов Г. М. Інноваційні методи управління інформаційними активами вищого навчального закладу// Комп'ютер у школі та сім'ї. Випуск 3. — Київ. — 2013. — С. 3-7.
- Співаковський О. В., Вінник М. О., Тарасіч Ю. Г. Побудова ІКТ інфраструктури ВНЗ: проблеми та шляхи вирішення // Інформаційні технології і засоби навчання. № 1, Том 39. — 2014.
- Співаковський О. В., Петухова Л. Є., Коткова В. В. Філософія трисуб'єктної дидактики в системі підготовки майбутнього вчителя початкових класів // Комп'ютер у школі та сім'ї. № 3. — 2014. С. 7-11.
- Співаковський О. В. ДІАГНОСТИКА РІВНЯ ЗАДОВОЛЕНОСТІ СТУДЕНТІВ ВІД ВИКОРИСТАННЯ СЕРВІСУ «KSU FEEDBACK» У ХЕРСОНСЬКОМУ ДЕРЖАВНОМУ УНІВЕРСИТЕТІ / О. В. Співаковський, М. О. Вінник, Ю. Г. Тарасіч [та ін.] // Інформаційні технології в освіті. — 2015. — № 22. — С. 44-56.

### Книги
- Співаковський О. В., Львов М. С., Бєлоусова С. В. Основи програмування мовою Паскаль. — Міжрегіональний інститут бізнесу. — Херсон, 1997.- 151 с.
- Співаковський О. В., Бєляєв Ю. І., Мішуков О. В., Бабійчук А., Бондарчук Ю. В. Херсонський педагогічний: з минулого — у майбуття. — Херсон, 1997.- 223 с.
- Співаковський О. В., Львов М. С. Вступ до объектно-орієнтованого програмування. — Херсон, Айлант, 2001. — 210 с.
- Гуржій А. М., Львов М. С., Співаковський О. В. Основи програмування. — Навчальний посібник. Кривий Ріг: Наукова думка, 2004. — 355 с.
- Гуржій А. М., Бондаренко В. В., Співаковський О. В., Ягіяєв Ш. І. Всеукраїнські олімпіади з інформатики — Херсон: Айлант. — 2005. — 234 с.
- Гуржій А. М., Бондаренко В. В., Співаковський О. В., Ягіяєв Ш. І. Міжнародні олімпіади з інформатики — Херсон: Айлант. — 2005. — 284 с.
- Бєляєв Ю. І., Співаковський О. В., Щедролосьєв Д. Є. Інформаційно-аналітична система керування вищим навчальним закладом «Університет»: прикладний аспект. — Херсон: Видавництво ХДУ, 2006. — 132 с.
- Гуржій А. М., Бондаренко В. В., Співаковський О. В., Ягієяв Ш. І. Всеукраїнські та міжнародні олімпіади з інформатики в задачах та рішеннях: Посібник. — Видання друге, доповнене і перероблене. — Херсон: Айлант. — 2007.- 572 с.
- Вища педагогічна освіта і наука України: історія, сьогодення та перспективи розвитку. херсонська область/ред.радавид: В. Г. Кремень — К.: Знання України, 2010.
- Співаковський О. В., Федорова Я. Б., Глущенко О. О., Кудас Н. А..Управління ІТ вищих навчальних закладів: Навчальний посібник. Видання третє, доповнене. — Херсон: Айлант, 2010. — 302 с. Гриф надано Міністерством освіти і науки України (лист № 1/11-4983 від 10.06.2010).
- Співаковський О. В., Федорова Я. Б., Глущенко О. О., Кудас Н. А..Управління ІТ вищих навчальних закладів: Навчальний посібник. Видання третє, доповнене. — Херсон: Айлант, 2010. — 302 с. Гриф надано Міністерством освіти і науки України (лист № 1/11-4983 від 10.06.2010).

### Методичні та навчальні посібники
- Співаковський О. В., Ковтушенко А. П. Методичні рекомендації з рішення логічних задач на мікрокалькуляторі.- Херсон, 1987.- 16 с.
- Спиваковский А. В., Ковтушенко А. П. Методические рекомендации по подготовке студентов к обеспечению компьютерной грамотности учащихся. — Херсон: ХГПИ, 1988. — 60 с.
- Співаковський О. В., Веселовська Г. В. Методичні рекомендації до лабораторних робіт із курсу «Методика інформатики» і «Використання ВТ у навчальному процесі». — Ч. 1.- Херсон: ХГПІ, 1989.- 110 с.
- Співаковський О. В., Гудирєва О. М., Львов М. С., Мельник І. І. Погляд у майбутнє: нові інформаційні технології: Навчально-методичний посібник. — Київ, 1997. — 67 с.
- Співаковський О. В., Львов М. С. Основи алгоритмізації та програмування: Навчальний посібник. — Херсон, 1997.- 140 с.
- Співаковський О. В., Крекнін В. А. Лінійна алгебра: Навчальний посібник. — Херсон, 1998.-144 с.
- Співаковський О. В., Зайцева Т. В., Сінько Ю. І. Методичні рекомендації до лабораторних робіт із курсу «Объектно-орієнтоване програмування». — Херсон: Айлант, 2000. — 36 с.
- Співаковський О. В., Крекнін В. А., Черниш К. В. Методичні рекомендації до лабораторних робіт з курсу «Нові інформаційні технологій у математиці». — Херсон: Айлант, 2000.–60 с.
- Співаковський О. В., Черниш К. В., Шишко Л. С., Колеснікова Н. В. Методичні рекомендації до лабораторних робіт «Основи алгоритмізації та програмування». — Херсон: Айлант,2000. — 168 с.
- Співаковський О. В., Крекнін В. А., Черниш К. В. Збірник задач і вправ із лінійної алгебри: Навчальний посібник. — Херсон, 2000.- 206 с.
- Співаковський О. В., Львов М. С. Вступ до об'єктно-орієнтованих технологій: Навчальний посібник. Херсон: Айлант, 2000. — 210 с.
- Співаковський О. В., Лещинський О. Л. Навчальна програма «Світ лінійної алгебри» — Херсон: Вид-во Херсонського педагогічного університету, 2001. — 42 с.
- Співаковський О. В., Гуржій А. М., Зайцева Т. В. Комп'ютерні технології загального призначення: Навчальний посібник. — Херсон: Айлант. 2001. — 216 с.
- Співаковський О. В. Лінійна алгебра з використанням інформаційних технологій. — Навчальний посібник. — Херсон: Айлант, 2003.- 190 с.
- Співаковський О. В., Щедролосьєв Д. Є., Чаловська Н. М., Глущенко О. О., Федорова Я. Б., Кудас Н. А. Інформаційні технології в управлінні вищими навчальними закладами: Методичний посібник. — Херсон: Айлант, 2005. — 152 с.
- Співаковський О. В., Щедролосьєв Д. Є., Чаловська Н. М., Глущенко О. О., Федорова Я. Б., Кудас Н. А. Інформаційні технології в управлінні вищими навчальними закладами (прикладний аспект): Методичний посібник. Видання друге.– Херсон: Айлант, 2005. — 208 с.
- Співаковський О. В., Щедролосьєв Д. Є., Федорова Я. Б., Чаловська Н. М., Глущенко О. О., Кудас Н. А. Управління ІТ вищих навчальних закладів: як інформаційні технології допомагають зробити управління ефективним: Методичний посібник. –Херсон: Айлант, 2006. — 356 с.
- Гуржій А. М., Бондаренко В. В., Співаковський О. В., Ягієяв Ш. І. Всеукраїнські та міжнародні олімпіади з інформатики в задачах та рішеннях: Посібник. — Видання друге, доповнене і перероблене. — Херсон: Айлант. — 2007.- 572 с.
- Співаковський О. В. Алгоритмізація та програмування. Енциклопедичне видання: Навчально-методичний посібник — К.: ТОВ Редакція «Комп'ютер», 2007. — 128с.
- Співаковський О. В., Петухова Л. Є., Коткова В. В. Інформаційно-комунікаційні технології в початковій школі: Навчально-методичний посібник. — Херсон: ХДУ, 2011. — 272 с.
- Співаковський О. В. Основи алгоритмізації та програмування. Обчислювальний експеримент. Розв'язання проблем ефективності в алгоритмах пошуку та сортування: Навчальний посібник [О. В. Співаковський, Н. В. Осипова, М. С. Львов, К. В. Бакуменко]. — Херсон: Айлант. — 2011. — 100 с.
- Управління інформаційними технологіями як стратегічним активом: навч.-метод. посібник / О. В. Співаковський, Я. Б. Самчинська, Є. А. Алфьоров, Л. М. Алфьорова / За ред. проф. О. В. Співаковського. — Херсон: Айлант, 2014. — 376 с.

## Відзнаки
- Орден князя Ярослава Мудрого V ступеня (2017)[3].